# František Zlámal
František Zlámal (29 maggio 1948) è un ex calciatore cecoslovacco, di ruolo portiere.

## Carriera

### Club
Bandiera dello Slavia Praga, società per la quale ha giocato durante una quindicina di stagioni, con la società praghese ha vinto quattro Coppe Rappan in campo internazionale senza ottenere alcun titolo in patria. Nel 1974 il club arriva in finale di Coppa di Cecoslovacchia ma dagli undici metri, lo Slovan Bratislava vince 4-3 dopo che l'andata e il ritorno si erano conclusi entrambi per 1-0.

### Nazionale
La sua unica presenza in campo internazionale è datata 7 settembre 1977 in una sfida amichevole contro la Turchia disputata a Bratislava e vinta 1-0.

## Palmarès

### Club

#### Competizioni internazionali
- Coppa Piano Karl Rappan: 4

Slavia Praga: 1970, 1972, 1977, 1978